# Kocham cię na zabój (film)
Kocham cię na zabój (ang. I Love You to Death) – amerykańska czarna komedia z 1990 roku.

## Treść
Rosalie Boca jest szczęśliwą mężatką. Pewnego dnia, przypadkiem dowiaduje się, że jej mąż, którego uważała za ideał, dopuszcza się zdrady małżeńskiej. Wpada we wściekłość i za namową matki decyduje się pozbawić go życia. Nie jest to jednak łatwe.

## Obsada
- Kevin Kline - Joey Boca
- Tracey Ullman - Rosalie Boca
- Joan Plowright - Nadja
- River Phoenix - Devo Nod
- Keanu Reeves - Marlon James
- William Hurt - Harlan James
- Victoria Jackson - Lacey
- Miriam Margolyes - Matka Joeya
- Lawrence Kasdan - Prawnik
- Shiri Appleby - Millie
- Heather Graham - Bridget
- Phoebe Cates - Dziewczyna na dyskotece
- Joe Lando - Pizza Guy
- James Gammon - Porucznik Larry Schooner
- Michael Chieffo - Barman w barze "Blue Light"